# 김비오
김비오(金枇澳, 1968년 6월 10일 ~ )는 대한민국의 정치인으로, 더불어민주당 소속 정당인이다.

## 학력
- 동광초등학교 졸업
- 덕원중학교 졸업
- 혜광고등학교 졸업
- 경성대학교 졸업

- 연세대학교 법무대학원 경영법무학 법학석사

## 경력
- 2008 통합민주당 부산시당 대변인
- 2008 ~ 2012 민주당→민주통합당 부산시당 영도구 지역위원회 위원장
- 2014.03 ~ 2015.12 새정치민주연합 부산시당 영도구 지역위원회 위원장
- 2015.12 ~ 2019.12 더불어민주당 부산시당 중구·영도구 지역위원회 위원장
- 2019.10 ~ 2020. 국가균형발전위원회 국민소통특별위원
- 2020.08 ~ 2021.06 대통령비서실 정무수석비서관실 행정관

## 정치 경력
2006년 열린우리당에 입당하며 정계에 입문하게 되고, 당시 김근태 열린우리당 의장의 정무특별보좌관을 지냈다. 그리고 통합민주당 부산시당의 대변인을 거쳐 김정길의 뒤를 이어 부산 영도구 지역 위원장을 맡았다. 2008년 대한민국 제18대 국회의원 선거 때 부산광역시 영도구 선거구에 출마해 한나라당 김형오 후보와 맞붙었으나 당시 통합민주당의 낮은 지지율과 정권 초기 한나라당의 높은 지지율 때문에 불과 9.53% 득표율을 기록하는데 그치며 낙선했다. 2012년 대한민국 제19대 국회의원 선거 때 재도전을 준비했지만 당시 야권연대 과정에서 영도구가 통합진보당 몫이 되는 바람에 출마하지를 못했다. 
2013년 2월 14일에 영도구 현역 의원이었던 새누리당 이재균 의원이 선거사무장의 집행유예형 확정으로 인해 의원직을 상실하면서 2013년 대한민국 재보궐선거에 출마했다. 상대는 남구 을에서 4선을 지냈던 거물 김무성 전 의원이었다. 개표 결과 22.31% : 65.72%로 거의 3배 가까운 격차로 대패했으나 5년 전 첫 선거에 비해선 2배 이상으로 득표율을 끌어올리는 성과를 얻었다. 3년 후 대한민국 제20대 국회의원 선거에 출마해 새누리당 김무성 후보와 재대결을 펼쳤다. 이번에도 거물 김무성의 벽을 넘지 못하고 40.74% : 55.8%로 15% 차이로 패배했지만 그래도 거물 김무성을 상대로 40% 이상의 득표율을 기록하며 선전했다.
제20대 총선이 끝나고 다음 총선이 오기까지 그의 지역 기반인 영도구에서 더불어민주당이 대한민국 제19대 대통령 선거 당시에 문재인 대통령이 1위를 하고 제7회 전국동시지방선거에서도 더불어민주당 오거돈 후보가 1위를 한데다 또 영도구청장 역시도 더불어민주당 김철훈 후보가 당선되어 당선 가능성이 높아졌다. 그러나 지방선거가 끝난 이후 다시 부산에서 더불어민주당의 지지율이 하락세를 타며 힘들어지기 시작했다. 2020년 대한민국 제21대 국회의원 선거 때 같은 선거구에 출마해 지난 지선 때 영도구청장 선거에서 낙선한 미래통합당 황보승희 후보와 맞붙었으나 44.91% : 51.86%로 6.95% 차 석패를 기록하고 말았다. 하지만 개인 득표율은 계속 꾸준히 상승하는 모습을 보였다.

## 논란

### 불법 당원명부 과다열람 논란
대한민국 제21대 국회의원 선거 당시 김비오 후보는 부산 중구·영도구에 공천을 받았으나 불법당원명부 과다조회를 한 것이 논란이 되어 결국 2월 28일에 후보 자격이 박탈되었다. 그러나 김비오 후보는 재심을 신청했고 결국 경선을 치른 끝에 후보 자격을 회복하는데 성공했다.

## 역대 선거 결과
|  | 9.53% |

|  | 22.31% |

|  | 40.74% |

|  | 44.91% |